# L'uomo che piantava gli alberi (film)

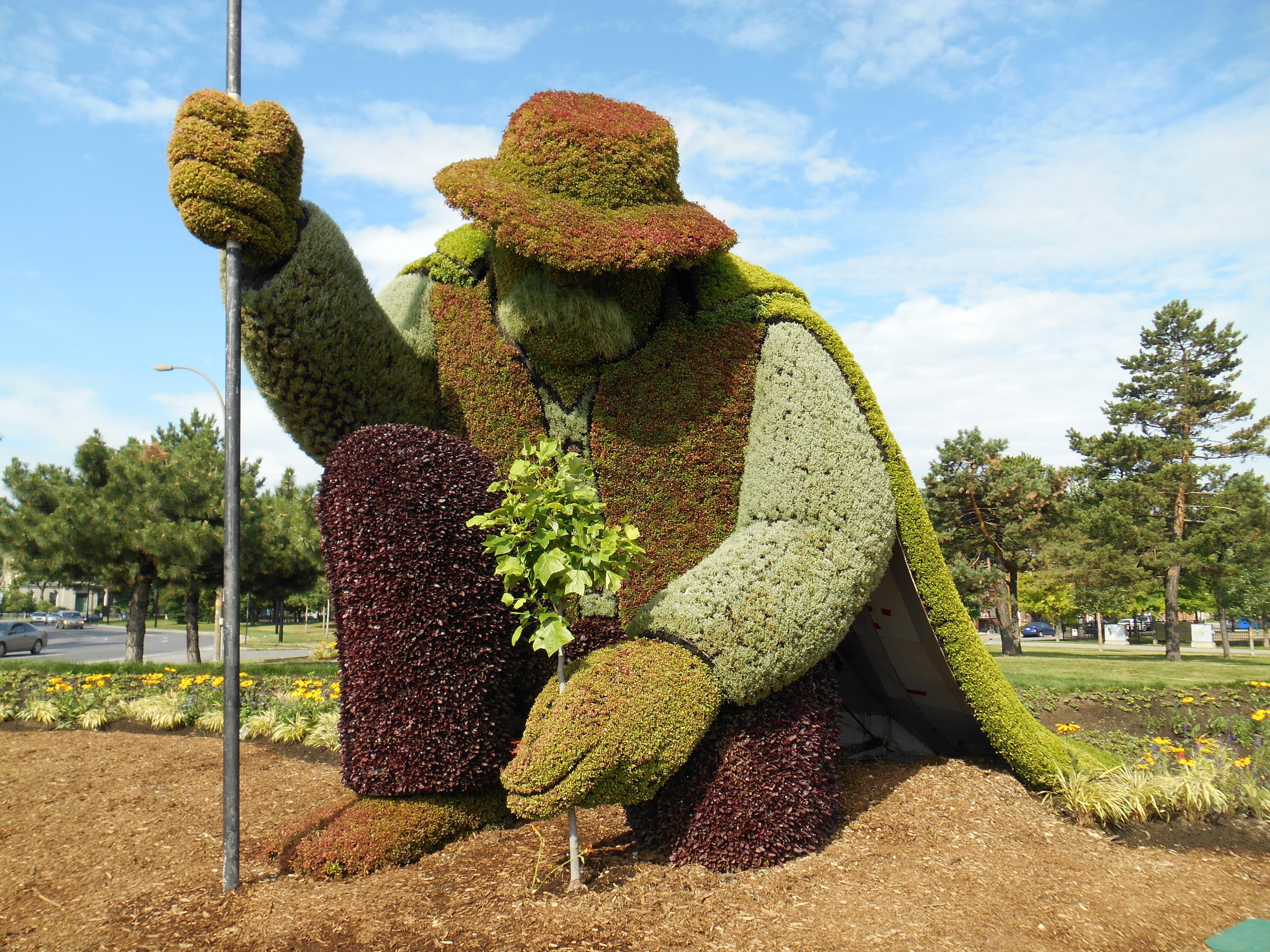
Scultura floreale ispirata ai disegni di Frédéric Back, a Montréal

L'uomo che piantava gli alberi (L'homme qui plantait des arbres) è un film d'animazione del 1987 diretto da Frédéric Back, basato sul racconto omonimo di Jean Giono pubblicato nel 1953.
Il cortometraggio è il frutto di cinque anni di lavoro; i disegni sono stati realizzati con l'uso di matite colorate sfumate su fogli di acetato e sono stati animati da Back con l'aiuto di un solo intercalatore.
Nel 1994 è stato inserito alla posizione numero 44 nella lista The 50 Greatest Cartoons stilata da membri del campo dell'animazione.

## Trama
Il film inizia con il racconto del protagonista che fa un'escursione sulle montagne in una zona di villaggi abbandonati o caduti in disgrazia, durante la ricerca di un riparo per la notte incontra Elzéard Bouffier con il suo cane e il suo gregge, che gli offre ospitalità nella sua casa.
Il protagonista imparerà a conoscere e apprezzare il segreto dell'uomo, che si era ritirato per una vita solitaria in montagna dopo la morte del figlio e della moglie, egli pianta alberi lungo quelle montagne desolate e tristi.
Il viaggiatore torna ogni anno ad incontrare Elzéard Bouffier, interrotto nei suoi viaggi solo dalla prima e seconda guerra mondiale.
Ben presto gli alberi piantati dal saggio pastore ricoprono le montagne, facendo resuscitare la natura e gli abitati abbandonati dall'uomo.
Elzéard Bouffier muore nel 1947 ma la sua opera ha reso felice gli uomini e la natura di quelle montagne.

## Colonna sonora
Le musiche sono state composte da Normand Roger con la collaborazione di Denis L. Chartrand.
Fin dai titoli di testa, la voce fuori campo che narra il prologo è accompagnata dal commento musicale, fin troppo breve, pieno e sonoro di tipo orchestrale, con una sensazione en plein air.
“Conoscevo i villaggi di quella regione”: su queste parole esordisce una musica per soli archi, a maglie larghe e dal modo minore, che via via si intensifica e diventa crudele e movimentata, arrotata su movimenti circolari, come mossa da un vento impietoso, come quello di cui si fa menzione nella narrazione; quando si parla di pazzia, omicidi, lotta tra bene e male (e compare anche il sacerdote dei villaggi) agli archi si unisce l’organo, con un registro acido e dispiegato, ma non così forte, in modo che il suo intervento si senta ma si fonda col marciume maligno di cui si racconta. Quando non c’è musica, si sentono i rumori di scena: vento che ulula, crepitio del fuoco, frinire di grilli, terra, acqua, sciami di api...
“Da tre anni piantava alberi in quella solitudine…” clarinetto solista su tremolo d’archi e arpa in contrappunto illuminano le speranze del protagonista, illustrando un brano dolce, luminoso, maggiore, lento ma con un fremito interno, come la fiammella che anima il protagonista, un uomo solo, aveva perso moglie e figlio, e si era ritirato nella quiete di quella occupazione: piantare alberi in una landa ormai desolata. La grande speranza di chi ha compreso che la terra ha bisogno di vivere, rivivere, per far star bene tutti.
Il suono di un trombone sancisce con poche note (do sol do re do) la fine della guerra, il protagonista narratore è solo, e vuole tornare a respirare la vita e la natura: la musica commenta, e sentiamo un flauto dolcissimo, (mi sol, in do maggiore) in timbro complesso con il violino che aggiunge guizzo ed entusiasmo a quelle note. Si aggiunge il corno francese che dà spazio alle immagini del paesaggio, accentuando la spazialità con gli intervalli di quarta e quinta.
La reazione dell’ambiente, all’opera dell’atleta di Dio che piantava gli alberi, è miracolosa. “Era un posto dove si aveva voglia di abitare”, e dove la Natura, a prescindere da due guerre mondiali, era rinata completamente.
Tutte le creature sembrano intonare il canto finale, dall’aria festosa, cui si aggiungono la fisarmonica e risa gioiose, denso di poesia e di speranza.

## Riconoscimenti
- Premio Oscar miglior cortometraggio animato nel 1988
- Vincitore nel 1987 al Festival internazionale del film d'animazione di Annecy
- Nomitation nel 1987 alla palma d'oro al Festival di Cannes
- Vincitore nel 1988 al Festival international du court métrage de Clermont-Ferrand
- Vincitore nel 1987 all'Hiroshima International Animation Festival e al World Animation Celebration
- Vincitore nel 1988 al Ottawa International Animation Festival.